# Žeravice
Žeravice jsou obec v okrese Hodonín v Jihomoravském kraji. Leží devět kilometrů východně od Kyjova. Obec se nachází v národopisná oblasti Slovácko, od roku 2002 je členem Mikroregionu Bzenecko. Obec je členem občanského sdružení Kyjovské Slovácko v pohybu, jehož cílem je všestranný rozvoj regionu. Místní farnost je součástí kyjovského děkanátu. Žije zde 996 obyvatel.

## Název
Na vesnici bylo přeneseno původní pojmenování jejích obyvatel Žeravici odvozené od osobního jména Žerav totožného s obecným žerav - jeřáb (pták z čeledi jeřábovitých). Obyvatelské jméno mělo význam "Žeravovi lidé".

## Historie
První písemná zmínka o obci pochází z roku 1235. Na území dnešního katastru obce se na počátku 15. století nacházela ves Horenčice. Roku 1412 se již uvádí jako pustá. Vladislav Jagellonský povýšil 14. června 1503 Žeravice na městečko s právem pořádání trhů.

### Jednota bratrská
O zdejším působení Jednoty bratrské existují záznamy z roku 1515 a 1517, kdy je Vilém Prusinovský z Víckova obdaroval věcnými dary jako poli, lukami, vinicemi i lesem a mnohými výhodami. Českobratrský sbor v Žeravicích vznikl za podpory rodu Podstatských z Prusinovic kolem roku 1536. Žeravice byly jedním z hlavních sídel Českých či Moravských bratří. Mnoho se jich přistěhovalo asi kolem roku 1538 (za pánů Podstatských z Prusinovic) po velkém pronásledování Bratří v Čechách. Páni ze Zástřizl (tehdejší držitelé Žeravic), se k této víře hlásili, díky jejich náklonnosti jim zde dovolili bydlet.
Z Čech byly na Moravu převedeny důležité bratrské synody a mnohé z nich se konaly v Žeravicích. Nejpamátnější pro vývoj Jednoty bratrské byla synoda konaná 25. dubna 1616 zde bylo ordinováno na kněze 32 českobratrských bratří. Jedním z nich byl tehdy 24letý Jan Amos Komenský, který následně odešel do Fulneku, kde působil jako rektor tamější školy a jako kazatel Jednoty bratrské. 
Z životopisu exulanta Tobiáše Kučery (1671 – 1757) vyplývá, že v době pobělohorské při rekatolizaci českých bratří praktikovala římskokatolická církev v Žeravicích u českých bratří oslí pohřby.

## Obyvatelstvo
Dle sčítání lidu v roce 2011 žilo v obci 1 055 obyvatel, z nichž se 430 (40,8 %) přihlásilo k české národnosti, 300 (28,4 %) k moravské, 10 (0,9 %) ke slovenské, 1 k Slezské a 1 k německé. 270 (25,6 %) obyvatel svou národnost neuvedlo.
V roce 2011 se 468 (44,4 %) obyvatel označilo za věřící, 331 (31,4 %) se jich přihlásilo k Římskokatolické církvi, 10 k Církvi československé husitské a 1 ke Svědkům Jehovovým. 201 (19 %) obyvatel se označilo jako bez náboženské víry a 385 (36,5 %) na otázku víry neodpovědělo.
| Rok            | 1869 | 1880 | 1890 | 1900  | 1910  | 1921  | 1930  | 1950 | 1961  | 1970  | 1980  | 1991  | 2001  | 2011  | 2021 |
| -------------- | ---- | ---- | ---- | ----- | ----- | ----- | ----- | ---- | ----- | ----- | ----- | ----- | ----- | ----- | ---- |
| Počet obyvatel | 848  | 982  | 988  | 1 052 | 1 102 | 1 134 | 1 007 | 972  | 1 184 | 1 148 | 1 152 | 1 076 | 1 027 | 1 055 | 924  |
| Počet domů     | 210  | 220  | 215  | 218   | 230   | 229   | 250   | 188  | 289   | 282   | 298   | 334   | 336   | 342   | 358  |

## Obecní správa

### Obecní symboly
Znak a vlajka byly obci uděleny rozhodnutím předsedy Poslanecké sněmovny Parlamentu České republiky dne 18. června 2003.

## Pamětihodnosti

### BarokníKostel Stětí sv. Jana Křtitele
- Základní kámen kostela položil jeho patron Hanuš Dětřich Petřvaldský v roce 1722. Za jeho velkého materiálního a finančního přispění byl dostaven v roce 1728 a zasvěcen Stětí sv. Jana Křtitele. Při požáru obce v roce 1775 byl kostel zničen a jeho obnova byla dokončena v roku 1803.[12]
- V interiéru jsou obrazy velehradského malíře Ignáce Raaba a křížová cesta z roku 1897 od Joži Uprky.[5] Věžní hodiny z roku 1876 byly v roce 1912 vyměněny. Roku 1899 byly pořízeny varhany a v roce 1906 oltář z kararského mramoru. V kostele se nachází hrobka Marie Crestencie z Petřvaldu.[5]
- Půdorys kostela má tvar kříže o délce 35 m a šířce 19 m.

### Památník Jana Amose Komenského
- Památník byl vybudován v místech, kde stával sbor českých bratří. Byl  to dříve katolický kostel, který přízní žeravských pánů přešel do vlastnictví Jednoty bratrské. V roce 1971 byla na stěně domu osazena a slavnostně odhalena pamětní deska. Při rekonstrukci památníku v roce 1974 byla na zdech výklenku objevena torza, patrně církevního textu.[16]
- Ze sboru zbyl domek, ve kterém je částečně zachován interiér, který slouží jako památník nejen pobytu bratrské komunity, ale také expozici lidového umění a řemesel, připomínající někdejší každodenní život na venkově. Zachovaly se zde fragmenty původních zdí sboru se zbytky církevních nápisů.[5]

### Barokní kaple sv. Barbory
- Kaple byla postavena v roce 1689. Střecha je pokryta šindelem, který se údajně stále udržuje.
- Vnitřní výzdobu tvoří vyřezávaný oltář ze 17. stol., který byl renovován v roce 1926.[5]

### Tři kapličky
- kaplička u polní cesty do Bzence z roku 1861,
- kaplička u silnice do Ježova, z roku 1870,
- kaplička nad obcí u božích muk z roku 1913.[5]

### Sloup se sousoším Svaté rodiny
- Byl vztyčen v roce 1873 k ukončení epidemie tyfu.[5]

## Osobnosti
- František Pivoda (1824–1898), učitel zpěvu a hudební kritik.[23]
- František Weber (1826–1908), římskokatolický duchovní a politik, poslanec Říšské rady a Moravského zemského sněmu.
- Jakub Domanský (1885–1969), stavitel
- Josef Dřímal (1892–1980), československý legionář, důstojník, odbojář z období druhé světové války
- Jindřich Trachta (1921–2000), od roku 1954 vedoucí české kolonie Batayporã v Brazílii[24][25]
- Pavel Ambros (* 1955), katolický kněz a člen řádu Tovaryšstva Ježíšova. V letech 1985 až 1990 duchovní správce místní farnosti.

## Fotogalerie

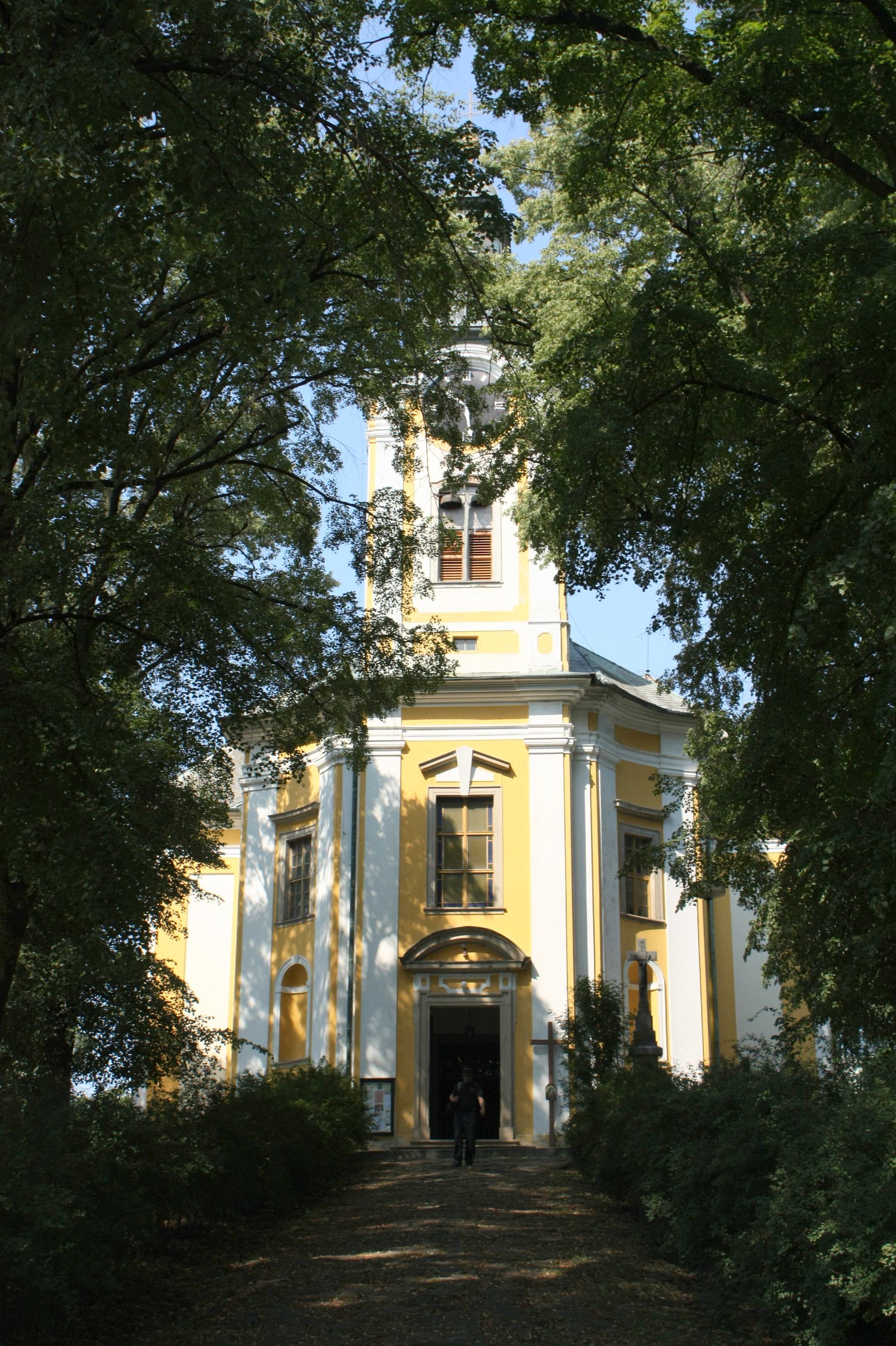
Kostel Stětí svatého Jana Křtitele
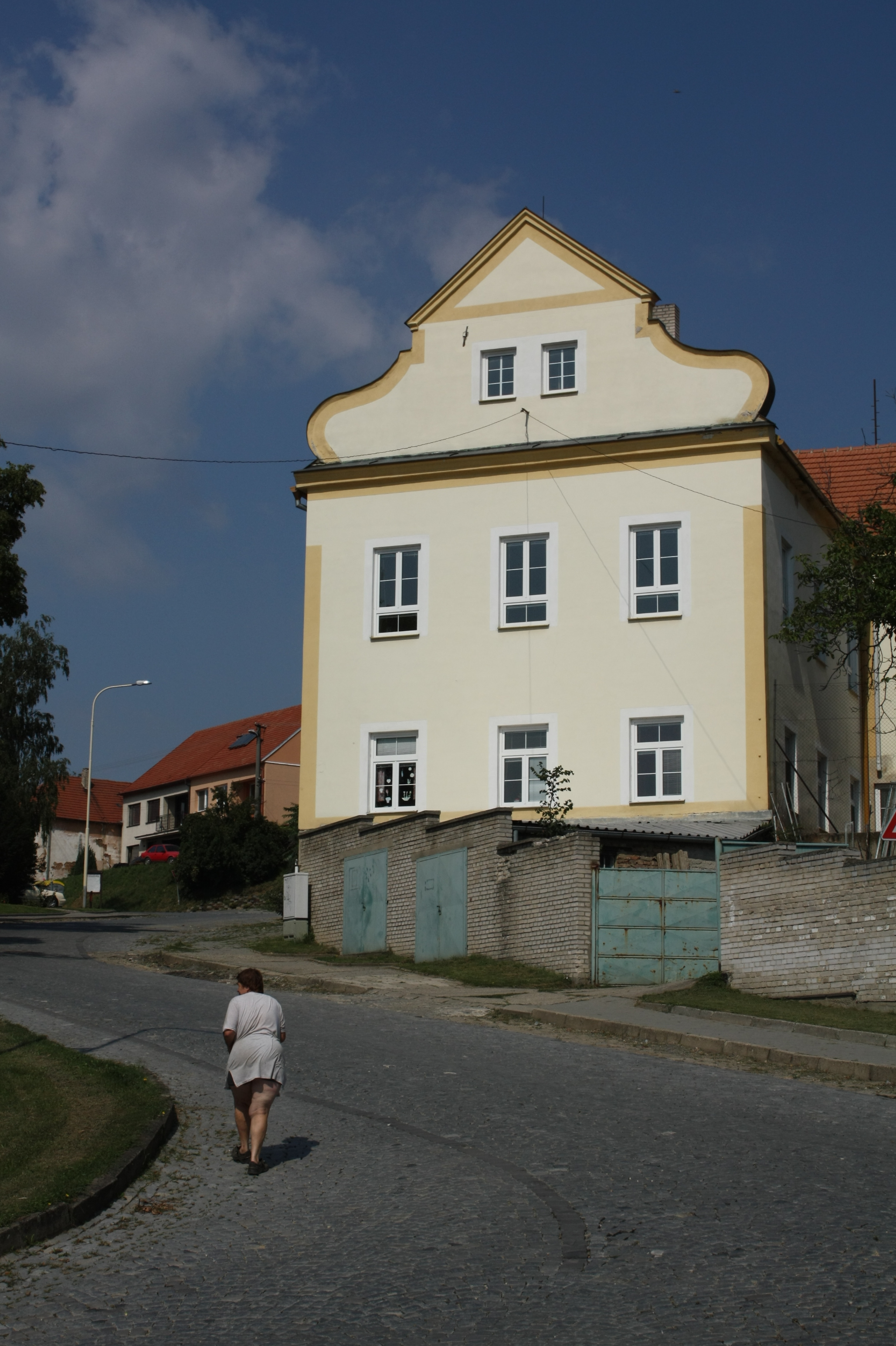
Škola
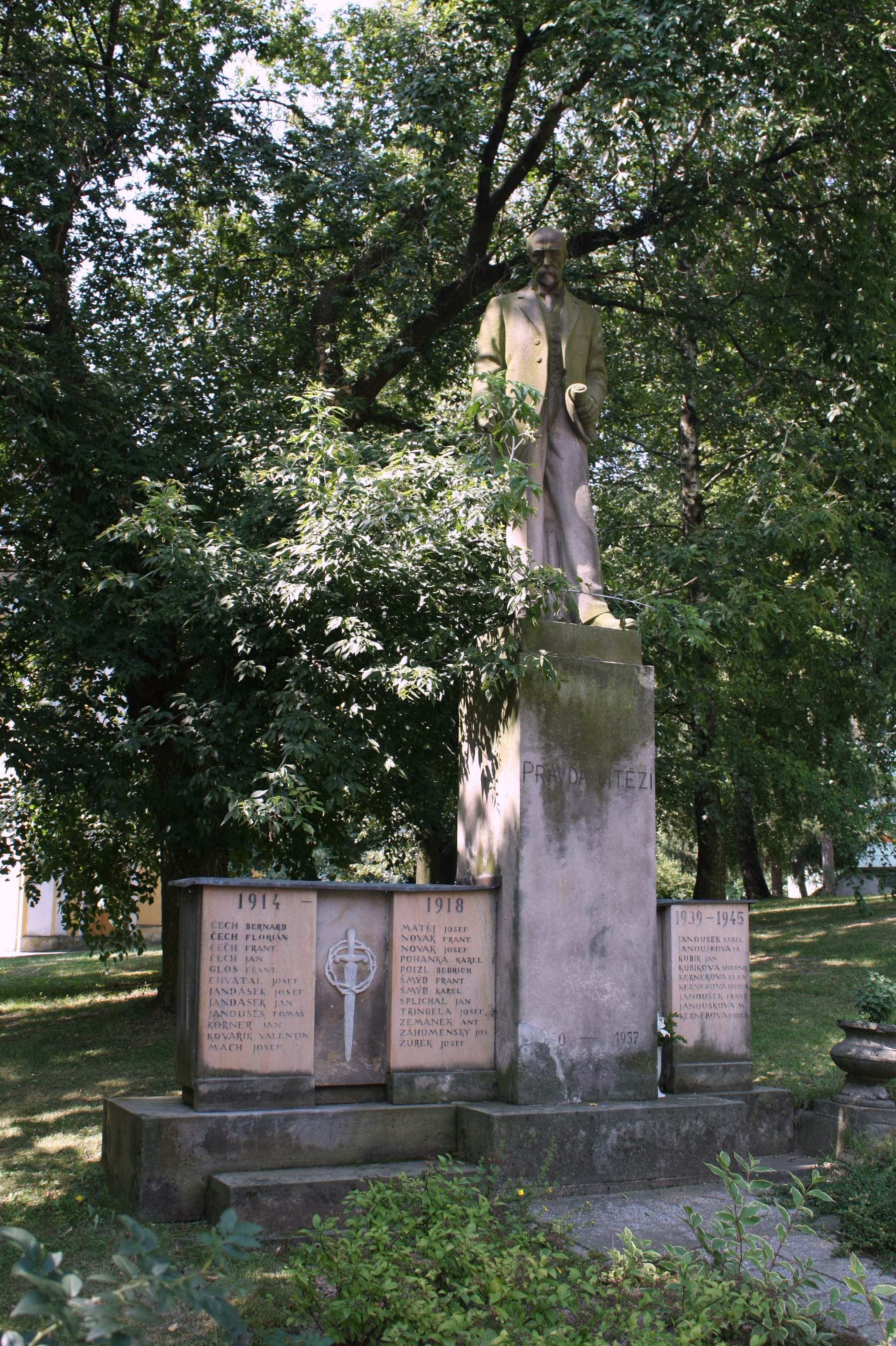
Pomník padlým a socha T. G. Masaryka
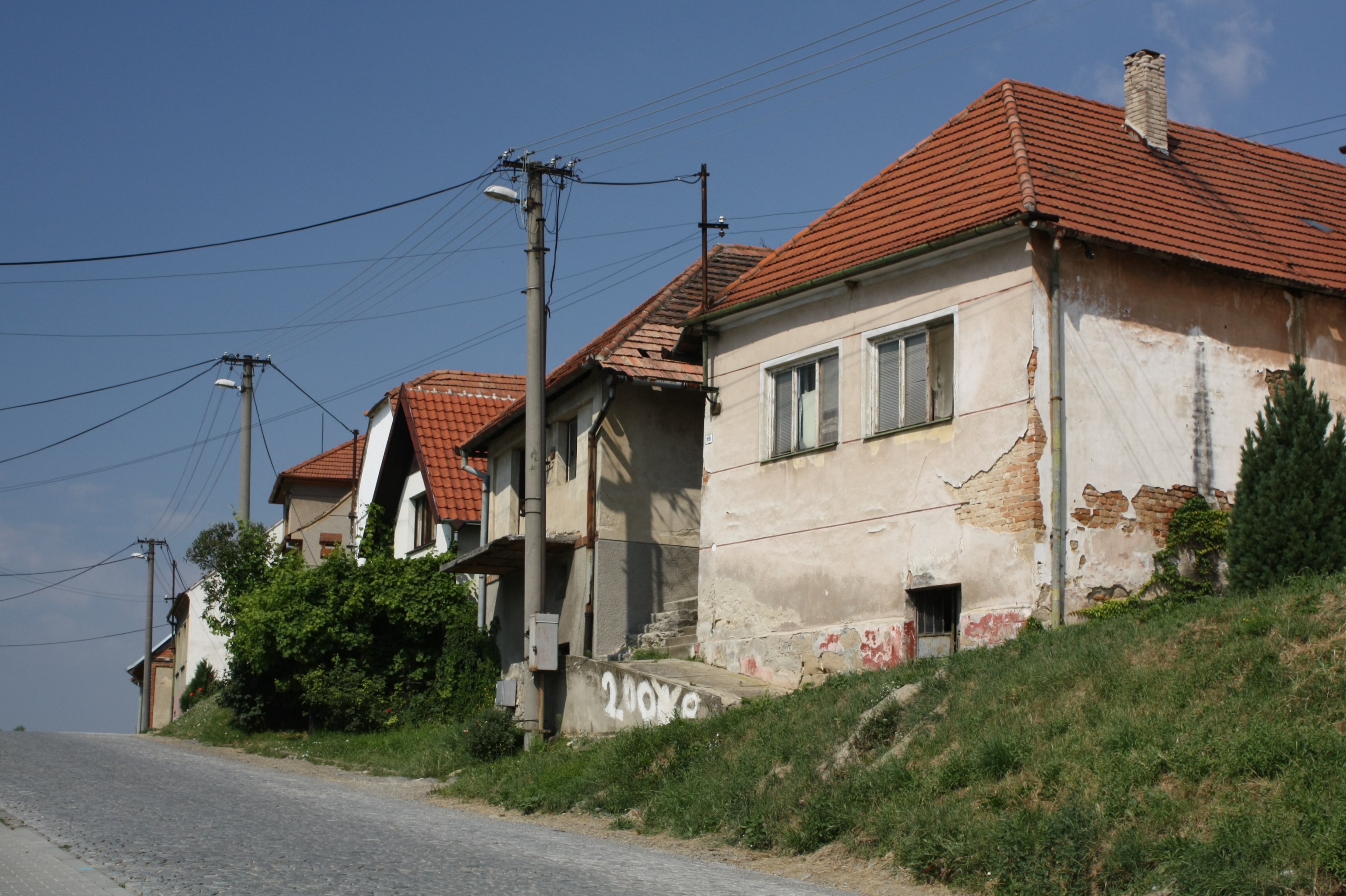
Původní zástavba